# 前鳃亚纲
前鳃亚纲是腹足纲之下的一個棄用生物分類，其物種現時已散落到其他分類。
本亞綱的物種從海螺、蝸牛及淡水螺均有。「前鳃亚纲」這名稱的出現可追遡至1920年代，取名於本物種「鰓在心臟的前方」，與後鰓亞綱相對。事實上，前鰓亞綱物種不單其鰓，就連其套膜及肛門均位於心臟之前，而且。這個分類及至後來支序生物學興起，才發現原來是個多系群，因此本分類變得不再合適，而要重新分類。儘管如此，由於這分類的原來物種的解剖結構特色，「前鰓類」這個名字仍然在軟體動物學很常見。即使在古生物學，一些難以被分類的物種，亦會基於其解剖結構而暫時歸入本分類。
大多數的海螺都屬於前鰓類，少量蝸牛（例如有口蓋的蝸牛）及淡水螺亦是。

## 形態描述

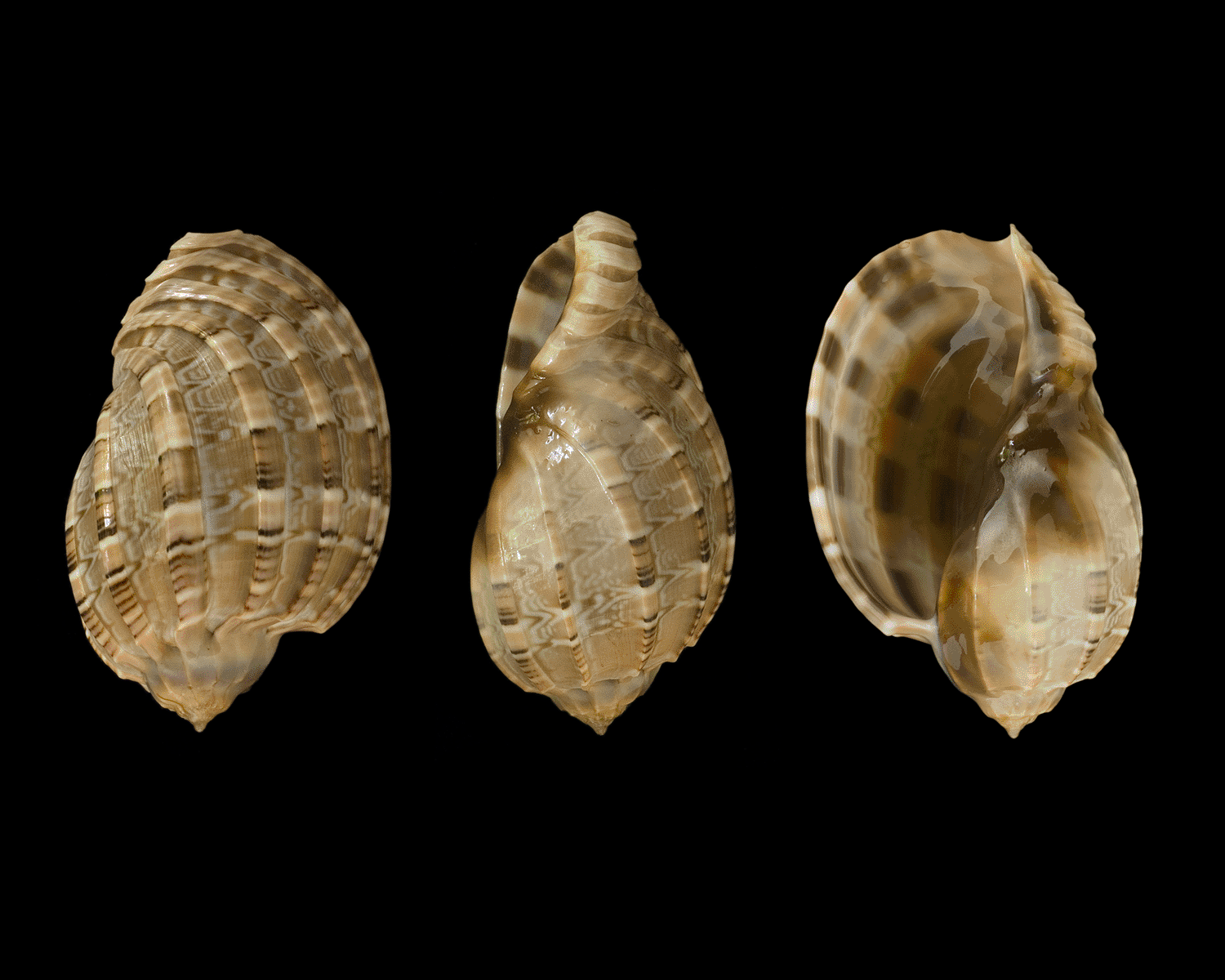
Three views of a shell of a Harpa species, a prosobranch gastropod.

前鰓亞綱絕大多數的物種都有角質或鈣質的口蓋，位於其腹足的背部。對於某些前鰓動物，其口蓋能夠將其殼口完全封閉。
由於其成長時發生的扭轉過程，前鰓動物的神經系統被扭成8字型；牠們的眼睛位於其觸角的基底部。

## 原來分類
前鰓亞綱的分類是基於約翰尼斯·提艾利（Johannes Thiele）在1931年的分類，當時他認為軟體動物的腹足綱物種分為以下三大類：
- 前鰓類（Prosobranchia）
- 後鰓類（Opisthobranchia）
- 有肺類（Pulmonata）

而前鰓亞綱又再分為以下三個目：
- 原始腹足目（Archaeogastropoda Thiele, 1925）
- 中腹足目（Mesogastropoda Thiele, 1925）
- 新腹足目（Neogastropoda）

根據ITIS的資料，前鳃亚纲本來包括下列分類：
- Enteroxenidae Heding and Mandahl-Barth, 1938)
- 原始腹足目（Archaeogastropoda Thiele, 1925）
- 主扭舌目（Architaenioglossa）
- 腸紐目（Entomotaeniata Bartsch, 1916）
- 中腹足目（Mesogastropoda Thiele, 1925）
- 新腹足目（Neogastropoda）
- 珍珠蜑螺總目（Neritopsina）

而在WoRMS的資料，前鰓亞綱還包括扇舌目（Rhipidoglossa）這個目，其物種「有鉤狀齒舌」，但被標為「不被接納」。
到後來的旁得和林德伯格的腹足類分類 (1997年)，前鰓亞綱被一分為二，分別是：
- 真腹足亞綱 Eogastropoda Ponder & David R. Lindberg, 1996及
- 直腹足亞綱 Orthogastropoda Ponder & David R. Lindberg, 1996

直腹足亞綱包括部分原來的前鰓亞綱物種組成的異旋目，以及由原來的後鰓類與有肺類降格而成的後鰓目與有肺目。